# Microregione di Santa Maria Madalena
Santa Maria Madalena è una microregione dello Stato di Rio de Janeiro in Brasile, appartenente alla mesoregione di Centro Fluminense.

## Comuni
Comprende 3 municipi:
- Santa Maria Madalena
- São Sebastião do Alto
- Trajano de Morais